# Anders L. Johansson
Anders Lars Johansson, känd som Anders L. Johansson, född 1955, är en svensk ämbetsman och före detta generaldirektör.
Johansson var generaldirektör för det då nyinrättande Arbetslivsinstitutet 1995-1999, för Arbetsmarknadsverket 1999-2005 och för Statskontoret 2005-2007. Han var därefter generaldirektör i regeringskansliet med placering på Finansdepartementet 2007-2009. År 2010 utnämndes han till landstingsdirektör i Västernorrlands läns landsting.  
Johansson har sedan 1999 varit adjungerad professor vid Uppsala universitet. Hans avhandling i ekonomisk historia behandlar den svenska modellen i Tillväxt och klassamarbete (1988). Från 2007 återgick han till sin forskning vid Uppsala universitet om före detta finansministern Gunnar Sträng. 
Johansson har tidigare varit utredare på LO och har skrivit ett flertal böcker, bland annat en bok om Gunnar Sträng, Landsvägsagitatorn (1992), och LO - andra halvan av seklet (1998).